# Cambarus parrishi
Espèce
Statut de conservation UICN

 DD  : Données insuffisantes
Cambarus parrishi est une espèce d'écrevisse, appartenant à la famille des Cambaridae. Elle est endémique des États-Unis.